# 納考梅

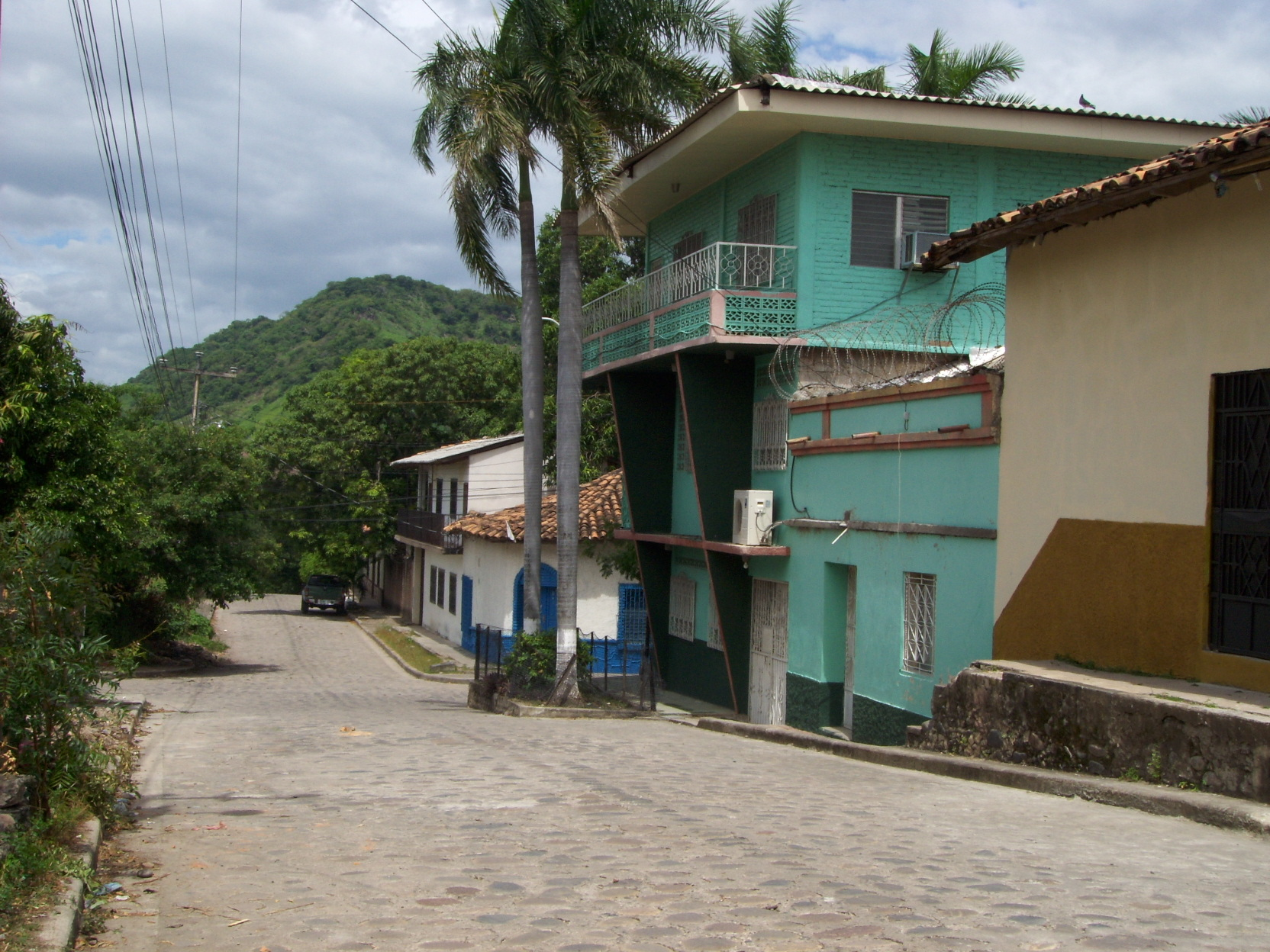
納考梅

納考梅（西班牙語：Nacaome）是洪都拉斯的城市，也是山谷省的首府，位於該國西南部，始建於1535年，面積496平方公里，海拔高度44米，每年平均降雨量1,574毫米，2001年人口46,780。
13°53′N 87°48′W / 13.883°N 87.800°W